# V-23
La V-23 o Autovia d'accés al Port de Sagunt és una carretera de titularitat estatal, i comunica el Port de Sagunt i les zones industrials amb l'Autovia Mudèjar i la  A-7 .

## Traçat
Aquesta autovia comença en el nus viari que forma amb la CV-3007 a prop de Puçol, per a partir d'ací anar a trobar l'Autovia Mudèjar  A-23 , sent aquest tram desdoblat recentment, l'altre tram fins a arribar al Port de Sagunt continua com abans. Aquesta via es transitada per força trànsit pesat provinent del port i la zona industrial del Port de Sagunt.